# When You're Gone (Shawn Mendes)
When You're Gone è un singolo del cantautore canadese Shawn Mendes, pubblicato il 31 marzo 2022.
Nello stesso giorno è stato pubblicato il video musicale.

## Tracce
Testi e musiche di Shawn Mendes, Jonah Shy e Scott Harris.
Download digitale, streaming
1. When You're Gone – 2:52

Download digitale, streaming – Acoustic
1. When You're Gone (Acoustic) – 3:08
2. When You're Gone – 2:52

## Classifiche

### Classifiche settimanali
| Classifica (2022) | Posizione massima |
| ----------------- | ----------------- |
| Argentina         | 80                |
| Australia         | 22                |
| Austria           | 24                |
| Belgio (Fiandre)  | 16                |
| Belgio (Vallonia) | 20                |
| Canada            | 13                |
| Danimarca         | 15                |
| Germania          | 37                |
| Grecia            | 41                |
| Irlanda           | 21                |
| Islanda           | 28                |
| Lituania          | 32                |
| Norvegia          | 17                |
| Paesi Bassi       | 45                |
| Polonia           | 7                 |
| Portogallo        | 69                |
| Regno Unito       | 32                |
| Repubblica Ceca   | 30                |
| Singapore         | 12                |
| Slovacchia        | 23                |
| Stati Uniti       | 38                |
| Sudafrica         | 49                |
| Svezia            | 38                |
| Svizzera          | 16                |
| Ungheria          | 25                |
| Vietnam           | 100               |

### Classifiche di fine anno
| Classifica (2022) | Posizione |
| ----------------- | --------- |
| Austria           | 68        |
| Belgio (Fiandre)  | 60        |
| Belgio (Vallonia) | 108       |
| Canada            | 30        |
| Germania          | 83        |